# Edouard Jean Conrad Hamman
Edouard Jean Conrad Hamman (* 24. September 1819 in Ostende; † 31. März 1888 in Paris) war ein belgisch-französischer Historienmaler, Stecher und Illustrator.

## Familie
Hamman war ein Sohn von Michel Hamman (1786–1852), Stadtpräsident von Ostende, und dessen Frau Anne-Louise (geborene Wieland; 1791–1887) und hatte drei Brüder und drei Schwestern:
- Michel (1817–1860), Thomas (1824–1887) und Paul (1825–1901)
- Adèle (1821–1843), Cécile (1828–1832) und Auguste (1832–1935)

Im Jahr 1853 heiratete er in Paris Louise-Janny Audiat (1835–1894), mit der er mehrere Kinder hatte:
- Edouard Michael Ferdinand Hamman (1854–1952), der Landschafts- und Tiermaler wurde.[2]
- Maurice Hamman (1855–1934)
- Annette-Marguerite (1858–1925)
- Alice Hamman, wurde Aquarellmalerin
- Louise Hamman

## Leben

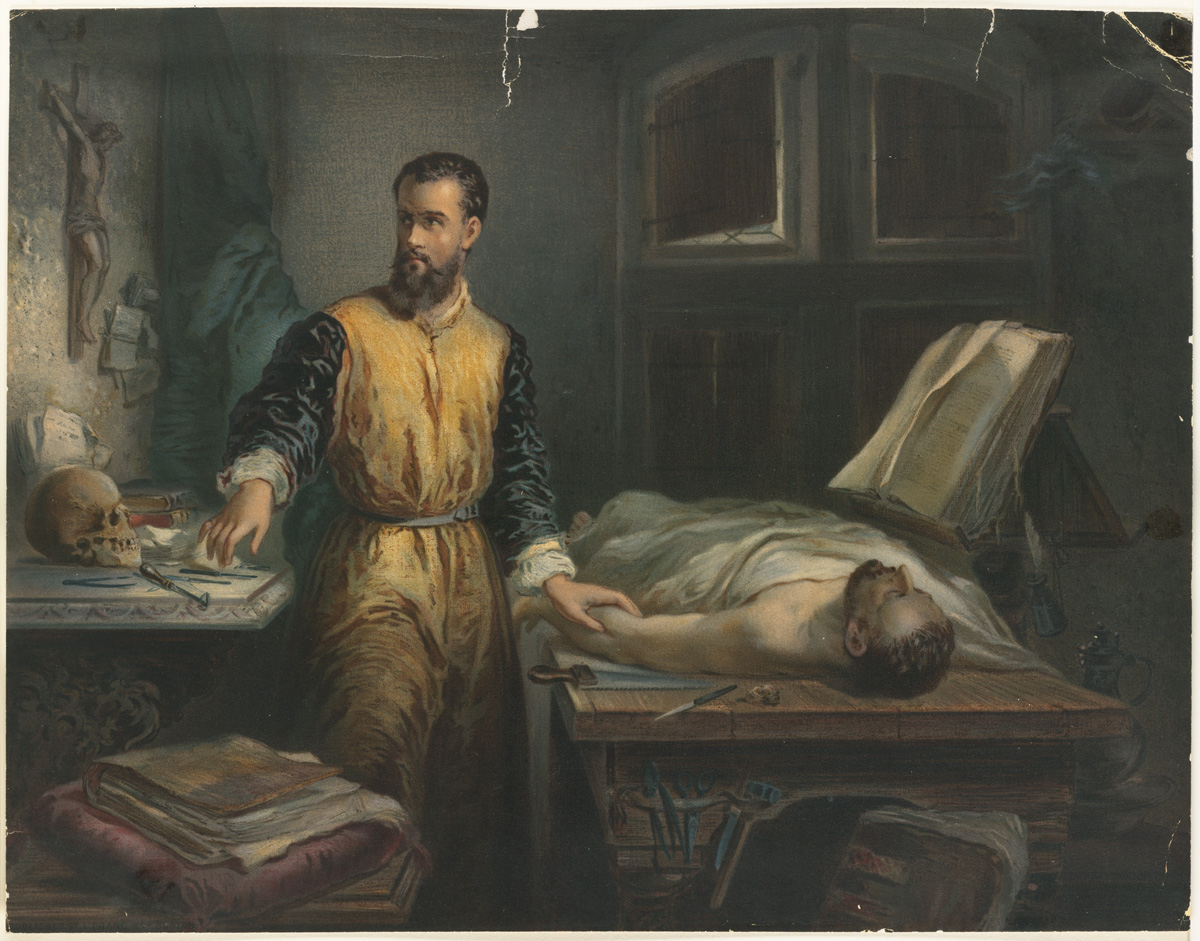
Der Anatom Andreas Vesalius

Hamman zunächst von François Antoine Bossuet an der 1820 gegründeten Schule für Zeichnen und Architektur in Ostende unterrichtet. Um 1837 wurde er Schüler im Atelier des Historien- und Porträtmalers Nicaise de Keyser im Vleeshuis in Antwerpen das als Gegenstück zur offiziellen Kunstakademie galt. Hier widmete er sich der dem historischen Genre. Er debütierte 1838 im Salon von Gent und nachdem er 1842 in der Brüsseler Ausstellung mit dem Bildnis Zurbaran im Hospital präsentiert hatte, für das er mit einer Silbermedaille ausgezeichnet wurde, erhielt er den Auftrag, den Siegreichen Einzug des Erzherzöge Albrecht und Isabella in Ostende im Jahr 1604 für das dortige Rathaus anzufertigen. Er wurde durch Louis Gallait beeinflusst und ließ sich 1846 in Paris nieder. Hier schuf er Reihe von Bildern, die durch ihren interessanten oder pikanten Stoff und durch ihr Kolorit gekennzeichnet waren. Er orientierte sich an Werken von Thomas Couture und Joseph Nicolas Robert-Fleury. Viele seiner Gemälde konnte er in den Jahren 1847 bis 1887 in Salon de Paris in Antwerpen oder in Brüssel ausstellen. So war sein volkstümliches Bild  Andreas Vesalius 1848 in der Brüsseler Ausstellung und kam später in das Museum in Marseille. Die Messe Adrian Willaerts, die er 1854 in Brüssel zeigte, kam ins Königliche Museum in Marseille. Es folgten weitere Werke, die in unterschiedliche Museen kamen. Hamman stellte auch Genrebilder und Porträts aus und seine Werke wurden mehrmals mit Medaillen ausgezeichnet. Von einigen Gemälden wurden Lithografien oder Stiche angefertigt. Er stellte selbst einige Stiche her und lieferte Zeichnungen, so beispielsweise für die Holzschnitte zu der Geschiedenis van Belgie von Hendrik Conscience, die 1845 in Antwerpen erschien.

## Werke (Auswahl)
- Rabelais am französischen Hof
- Karl IX. und sein Leibwundarzt
- Kolumbus

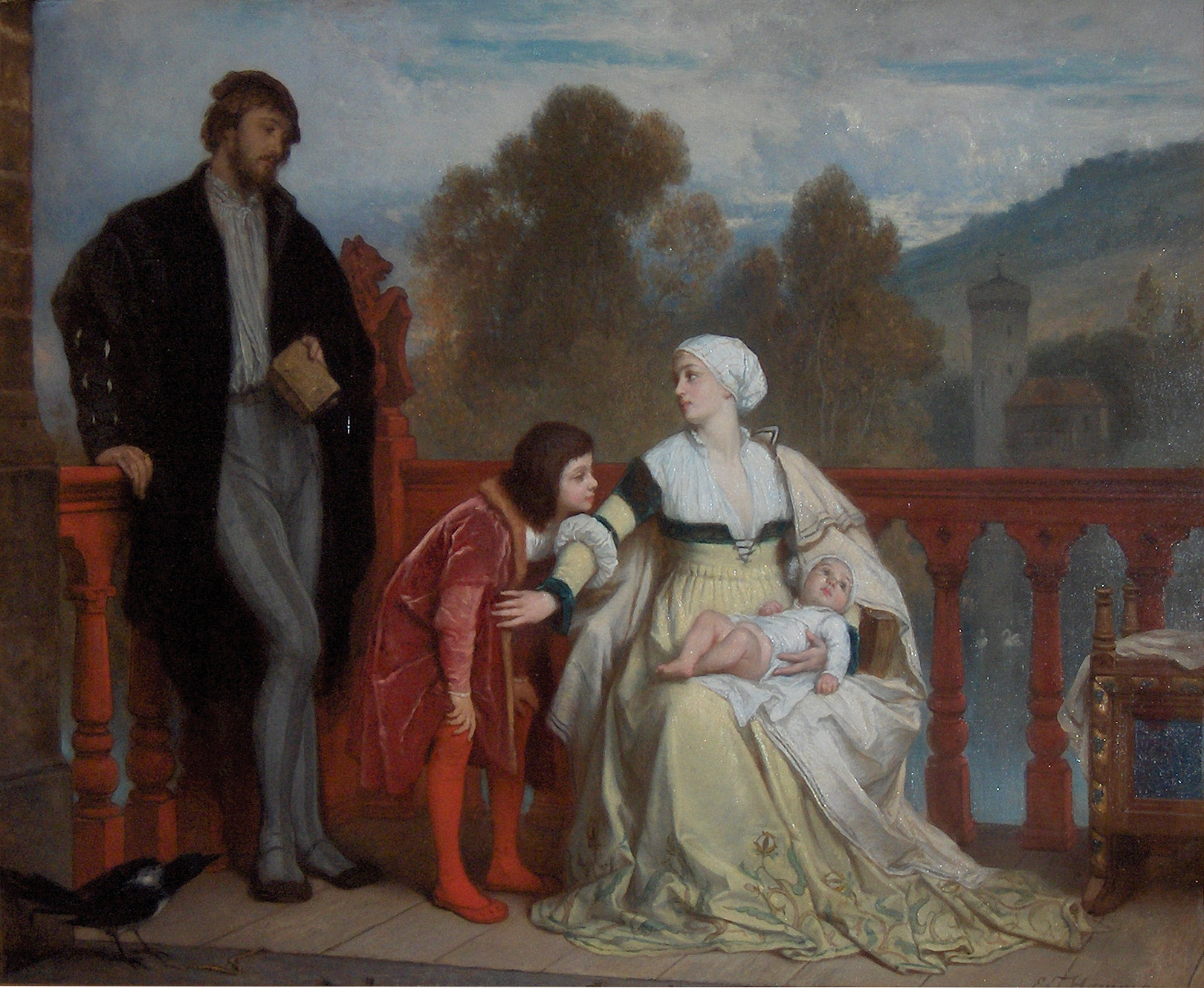
Das Neugeborene

- Dante in Ravenna (1859, Museum in Brüssel)
- Einzug Alberts und Isabellas in Ostende (Museum in Brüssel)
- Die Erzählungen der Margarete von Navarra
- Die Kindheit Franz’ I.
- Die Kindheit Karls V. oder Erasmus als Lehrer des jungen Karl V. (1865, Museum des Luxemburg in Paris)
- Das Fest des Bucentaur in Venedig (1867)
- Fliehende Hugenottenfamilie (1870)
- Ludwig XIII. und Maria von Medicis durch Richelieu überrascht
- Albrecht Dürer beräth sich mit Erasmus von Rotterdam
- Porträtserie Compositeurs celebres

## Ehrungen
- 1848: Goldene Medaille in Brüssel
- 1853, 1855, 1859 und 1863 unterschiedliche Medaillen in Paris
- 1854: Ritter des Leopoldsordens, seit 1888 Offizier
- 1864: Ritter der Ehrenlegion[4]
- 1867: Ritter des Ordine dei Santi Maurizio e Lazzaro